# لوكاس كلوسترمان
لوكاس كلوسترمان (بالألمانية: Lukas Klostermann) (مواليد 3 يونيو 1996) هو لاعب كرة قدم ألماني ، يلعب حاليًا لنادي لايبتسيغ الألماني في مركز الظهير الأيمن.

## روابط خارجية
- لوكاس كلوسترمان على موقع الاتحاد الدولي (مؤرشف)  (الإنجليزية)
- لوكاس كلوسترمان على موقع الاتحاد الأوربي (الإنجليزية)
- لوكاس كلوسترمان على موقع إي إس بي إن إف سي (الإنجليزية)
- لوكاس كلوسترمان على موقع قاعدة بيانات كرة القدم.إي يو (الإنجليزية)
- لوكاس كلوسترمان على موقع بيانات كرة القدم. دي إي (الألمانية)
- لوكاس كلوسترمان على موقع ناشيونال فوتبول تيمز (الإنجليزية)
- لوكاس كلوسترمان على موقع Soccerbase.com (لاعب) (الإنجليزية)
- لوكاس كلوسترمان على موقع Soccerway.com (الإنجليزية)
- لوكاس كلوسترمان على موقع عالم كرة القدم.نت (الإنجليزية)
- لوكاس كلوسترمان على موقع أوليمبيديا (الإنجليزية)